# Sun King
«Sun King» (с англ. — «Король-солнце») — песня группы «Битлз», написанная Джоном Ленноном (авторство приписано Леннону и Маккартни). Композиция входит в состав попурри со второй стороны альбома Abbey Road.

## Структура песни
Рабочим названием песни было «Here Comes the Sun King», однако в итоге было решено сократить его до нынешнего названия, чтобы избежать путаницы с песней Харрисона «Here Comes the Sun». Название песни, по мнению Иэна Макдональда, было навеяно Леннону биографией Людовика XIV (речь идёт о книге за авторством Нэнси Митфорд, которая была выпущена в 1966 году).
Песня мягко начинается со звуков живой природы (пение птиц, булькание и стрекот насекомых), которыми заканчивается предыдущая композиция «You Never Give Me Your Money». В конце песни музыка резко обрывается; переход к последующей композиции «Mean Mr. Mustard» осуществляется с помощью ударного пассажа в исполнении Ринго Старра. Как и многие другие композиции с альбома Abbey Road (в особенности «Because») песня характеризуется богатым гармоническим вокалом. Для песни также характерны необычные джазовые гармонии.
В конце песни звучит несколько бессмысленных строчек на смеси романских (в основном — испанского) и английского языков. В 1969 году Леннону был задан вопрос об этих строчках, на что он ответил: «Мы просто забавлялись, напевая „cuando para mucho“. Ну и просто решили развить эту тему. Пол знал кое-какие испанские слова со школы. Вот мы просто и вплели сюда какие-то испанские слова, которые звучали бы как что-то осмысленное. Естественно, вышло просто „chicka ferdy“. Это ливерпульское выражение. Просто для стиля — данные слова не означали для меня ничего большего, чем просто „на-на, на-на-на“».
Ещё одной характерной чертой песни является использование перекрёстного фазирования (стерео-панорамирования): звуки соло-гитары медленно перемещаются от правого канала к левому, а потом назад, что происходит в начале и в конце песни. В 1987 году Харрисон заявил, что такой способ записи был навеян композицией «Albatross» группы Fleetwood Mac. По его словам, «[Наша композиция] была ничуть не похожа на звучание Fleetwood Mac, но именно от них мы отталкивались».

## Запись песни
Первые студийные работы над записью песни осуществлялись в январе 1969 года во время сессий, посвящённых рабочему альбому «Get Back», однако записанные тогда дубли не вошли в окончательную версию.
Работа над окончательной версией песни (одновременно с её продолжением «Mean Mr. Mustard») началась 24 июля 1969 года на студии «Эбби Роуд», когда было записано 35 дублей базового ритм-трека. На следующий день были записаны добавочные вокальные партии, партии пианино и орга́на. 29 июля были записаны последние добавочные партии.
В записи участвовали:
- Джон Леннон — многократно записанный и сведённый основной вокал, ритм-гитара, маракасы
- Пол Маккартни — подголоски, бас-гитара, фисгармония, пианино, ленточные петли
- Джордж Харрисон — соло-гитара
- Ринго Старр — ударные, бонго, бубен
- Джордж Мартин — орга́н Лоури (Lowrey organ)

## Другие версии песни
- В 1976 году группа Bee Gees записала кавер-версию песни для музыкального документального фильма «Всё это и Вторая мировая война».
- Часть вокальных партий из песни «Sun King» в реверсированном виде была включена в альбом Love (2006 год) в виде отдельной композиции под названием «Gnik Nus». Композиция «Octopus’s Garden» на том же альбоме использует инструментальный фрагмент песни «Sun King» в качестве окончания.

## Примечание
1. ↑  Поскольку композиции «Sun King» и «Mean Mr. Mustard» записывались как единое целое, Иэн Макдональд приводит лишь сводные данные о том, кто на чём играл (по отношению к обоим композициям одновременно). Данное описание, таким образом, относится не конкретно к композиции «Sun King», а к ней вместе с «Mean Mr. Mustard» в целом.